# Gojūshiho Dai
Die Gojūshiho Dai (jap. 五十四歩大, Große [Kata der] 54 Schritte) ist, wie ihr „kleiner“ Verwandter, die Gojūshiho Shō, eine fortgeschrittene Meisterkata der Kampfkunst Karate.
Sie ist noch etwas anspruchsvoller als die kleine Variante, denn sie enthält neben den schon komplizierten Techniken der Shō weitere Techniken, wie zum Beispiel Keito Uke und Washide Otoshi Uchi, die mit der offenen Hand ausgeführt werden und deswegen eine sehr große Spannung benötigen, um ihre gesamte Wirkung zu entfalten. 
Bevor Funakoshi sie umbenannte, hieß sie Hotaku („Spechtklopfen“), da die Bewegungen den Klopfbewegungen eines Spechtes ähneln.
Die Gojūshiho Dai belastet und trainiert mit dem Stand Nekoashi dachi (Katzenfußstellung) besonders das linke Bein, im Gegensatz zur Gojūshiho Shō.